# 포르투나 아레나
포르투나 아레나(Fortuna Arena) 또는 에덴 아레나(Eden Arena)는 체코 프라하에 위치한 축구 경기장이다. SK 슬라비아 프라하의 홈 구장으로 사용되고 있으며,수용 인원은 19,370명으로 체코에서 가장 현대적인 경기장이다.
2008년부터 2012년까지는 경기장 스폰서 이름을 따서 시노트 티프 아레나(Synot Tip Arena)라고 부르기도 했으며, 2018년 7월부터 2022년까지 구단 소유주인 CITIC 그룹(홍콩과 중화인민공화국의 은행)의 후원으로 시노보 스타디움(Sinobo Stadium)이라고 불렀다. 2011-12 시즌에서는 FC 빅토리아 플젠의 UEFA 챔피언스 리그 홈 경기장으로 사용되었다. 2013년 UEFA 슈퍼컵 경기가 열린 곳이다.

## 사진

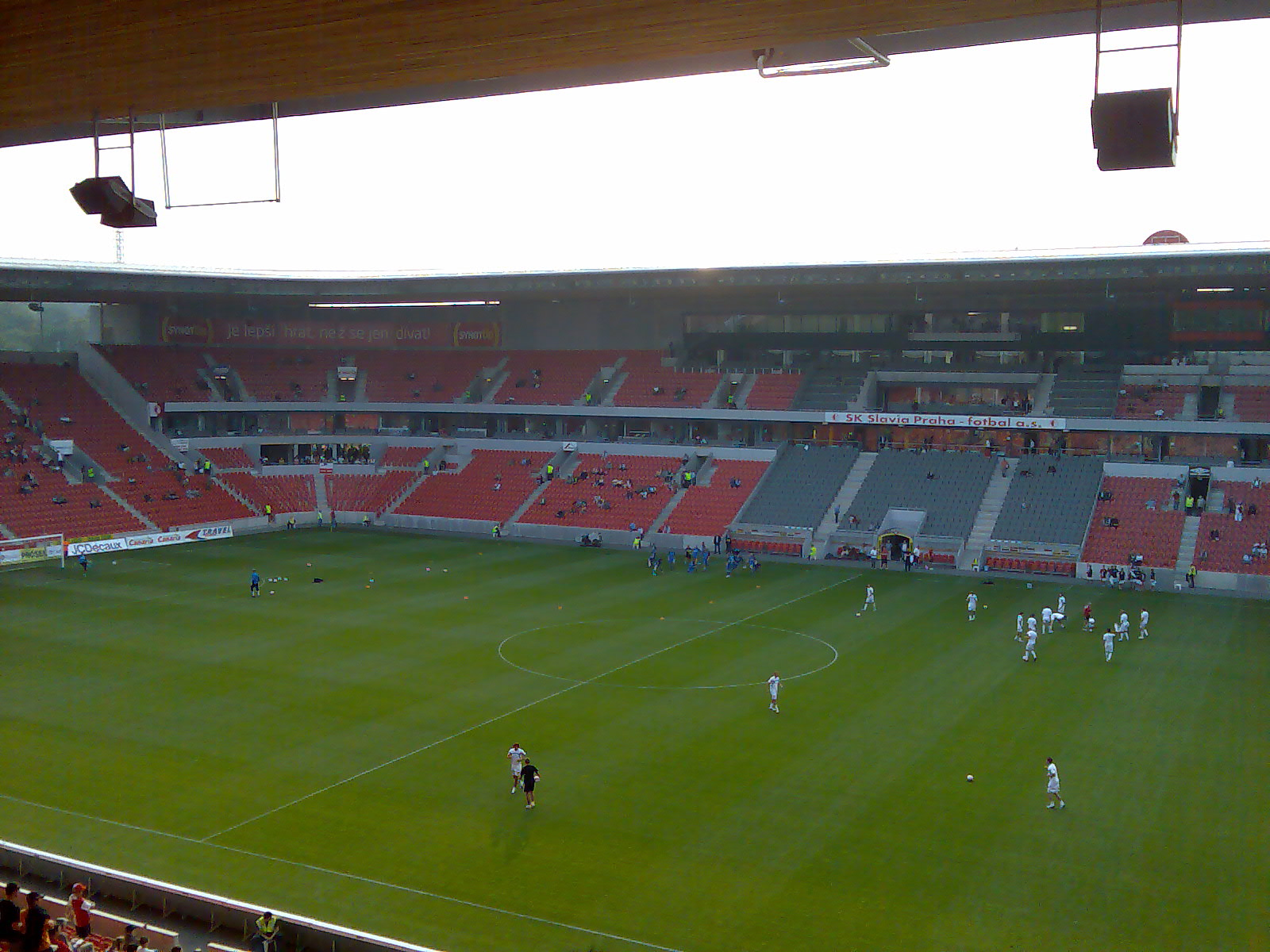
경기장 내부 전경